# Development Assistance Committee

Mitgliedsstaaten

Das Development Assistance Committee oder Ausschuss für Entwicklungshilfe (kurz DAC) der Organisation für wirtschaftliche Zusammenarbeit und Entwicklung (OECD), stellt ihr wichtigstes Organ dar, in dem Fragen bezüglich der Kooperation mit Entwicklungsländern behandelt werden. Damit stellt der DAC eines der zentralen Foren dar, in dem die großen bilateralen Geberländer zusammenarbeiten, um die Effektivität ihrer gemeinsamen Anstrengungen zur nachhaltigen Förderung der Entwicklung zu steigern und zu koordinieren.

## Ziele
Die folgenden Ziele stehen im Mittelpunkt der Tätigkeit des DAC:
1. wie lässt sich mit Hilfe der Entwicklungszusammenarbeit die Fähigkeit der Entwicklungsländer zur Integration in die Weltwirtschaft sicherstellen?
2. wie kann die internationale Entwicklungszusammenarbeit dazu beitragen, die weltweite Armut zu überwinden und die Menschen zur vollen Teilhabe an ihren Gesellschaften zu befähigen?

## Hauptaufgaben
- die Definition von entwicklungspolitischen Qualitätsstandards;
- die konzeptionelle Koordinierung der bilateralen Gebergemeinschaft: zu bedeutenden entwicklungspolitischen Themen wie Armutsminderung, Umwelt und nachhaltige Entwicklung, Konfliktvermeidung, Kapazitätsaufbau im Handelsbereich wurden sog. DAC-Leitlinien verabschiedet;
- die Durchführung sog. DAC-Peer Reviews: gegenseitig überprüfen die Mitglieder nach einheitlichen Verfahren und in Abständen von ca. 4 Jahren ihr entwicklungspolitisches Engagement und dabei auch die Umsetzung der DAC-Leitlinien.

## Merkmale und Besonderheiten
Innerhalb der OECD ist der DAC einer von mehr als zwei Dutzend Fachausschüssen. Dabei zeichnen den DAC die folgenden besonderen Merkmale aus:
- der DAC tritt häufiger als alle anderen Ausschüsse zusammen (mind. 15 Mal pro Jahr)
- der Vorsitz des DAC ist beim Sitz der OECD in Paris angesiedelt (Vorsitzender seit Januar 2013 Erik Solheim)
- der DAC ist befugt, Empfehlungen in Angelegenheiten, die in seinem Kompetenzbereich liegen, unmittelbar an die dem Ausschuss angehörenden Länder zu richten;
- der Vorsitzende gibt einen Jahresbericht über die Politik und Leistungen heraus. Dieser Bericht ist zu einer Standardreferenz im Bereich der Entwicklungszusammenarbeit (EZ) geworden. Er enthält insbesondere Statistiken und Berichte über EZ-Leistungen und andere Finanzströme in die Entwicklungs- und Transformationsländer sowie damit zusammenhängende Themen
- der DAC hält jährliche High Level Meetings ab, an denen die jeweiligen Entwicklungshilfeminister teilnehmen. Diese dienen der Bestandsaufnahme der gesamten EZ-Anstrengungen in den Mitgliedsländern des DAC und außerdem um aktuelle entwicklungspolitische Grundsatzfragen zu überprüfen

Der DAC wird bei seiner Arbeit unterstützt durch das sog. "Development Co-operation Directorate" (DCD), welches auch häufig als das DAC-Sekretariat bezeichnet wird. Der DAC verfügt ebenfalls über eine Reihe von Arbeitsgruppen, wie z. B. die Arbeitsgruppe für Finanzierungsfragen der EZ (WP-AG), die Arbeitsgruppe Statistik (WP-STAT), die Arbeitsgruppe EZ-Evaluierung (WP-EV), die Arbeitsgruppe EZ und Umwelt (WP-ENV). WP steht für "Working Party".

## Geschichte
Das Gremium wurde am 14. Januar 1960 zunächst als Gruppe für Entwicklungshilfe (DAG von engl. Development Assistance Group) und besteht seit 1961 als Ausschuss für Entwicklungshilfe bzw. Entwicklungsausschuss (DAC) per Minister-Entschließung eingesetzt. Sein Mandat ist unbefristet.

## Mitglieder
- Australien
- Belgien
- Dänemark
- Deutschland
- Europäische Kommission
- Finnland
- Frankreich
- Griechenland
- Irland
- Island
- Italien
- Japan
- Kanada
- Südkorea
- Litauen
- Luxemburg
- Neuseeland
- Niederlande
- Norwegen
- Österreich
- Polen
- Portugal
- Schweden
- Schweiz
- Slowakei
- Slowenien
- Spanien
- Tschechische Republik
- Ungarn
- Vereinigtes Königreich
- USA

Status eines ständigen Beobachters besitzen:
- der Internationale Währungsfonds
- das Entwicklungsprogramm der Vereinten Nationen
- die Weltbank

Alle weiteren OECD-Mitglieder sind bei Treffen zu gemeinsamen Interessengebieten zur Teilnahme berechtigt.